# 112
112（一百一十二）是111與113之間的自然數。

## 在數學中
- 第82個合數，正因數有1、2、4、7、8、14、16、28、56和112。前一個為111、下一個為114。
質因數分解為{\displaystyle 2^{4}\times 7}。
- 第26個過剩數，真因數和為136，盈度為24。前一個為108、下一個為114。
  - 第27個半完全數，和為本身的其中一組因數為1、 2、 4、 7、 14、 28、 56。前一個為108、下一個為114。
- 第38個十进制的哈沙德數。前一個為111、下一個為114。
- 第46個十进制的等數位數。前一個為111、下一個為113。
- 七邊形數
- 二十邊形數

## 科學上
- 鎶的原子序数

## 其他
- 國際求救電話，112是國際求救電話號碼
- 第一顆在月球軟著陸的月球探測器月球9號完全展開時，高度可達112厘米。
- 五十鈴LT112（後置引擎）/MT112（前置引擎）旅遊巴士底盤。
- 斯堪尼亞N112型巴士，瑞典斯堪尼亞設計生產的後置引擎巴士底盤型號，主要在英國及澳洲使用。
- 泰国刑法第112条即不敬罪。
- 敦煌莫高窟著名壁画《反弹琵琶》位于第112窟。
- 過海隧道巴士112線，香港的一條巴士路線。
- 中国人民解放军112师，曾因装备先进有“土豪师”的非正式绰号